# Английское искусство
Английское искусство — обобщённое название художников и произведений изобразительного искусства на территории Англии, составная часть искусства Великобритании.
В Англии сохранились известные образцы первобытного искусства: пещерные росписи в каньоне Кресвел-Крэгс — древнейшие и наиболее северные находки подобного рода в Европе, относящиеся к последней ледниковой эпохе; датируемый неолитом мегалитический кромлех Стоунхендж — один из самых известных археологических памятников в мире; «Уффингтонская белая лошадь» – единственный в стране достоверный геоглиф. 
В целом тенденции художественного процесса в Англии были аналогичны таковым в других частях Британского архипелага вплоть до эпохи раннего Средневековья, когда в англосаксонском искусстве сложился узнаваемый стиль, нашедший продолжение в последующие периоды.
Английская живопись Средних веков, — главным образом религиозная, — имела сильную, пользовавшуюся большим влиянием в Европе национальную традицию; в ходе Реформации и сопровождавшей её иконоборческой политики эта традиция была прервана, большая часть фресковой живописи была уничтожена, вследствие чего основное представление дают богато оформленные иллюминированные рукописи. Вместо этого в елизаветинскую эпоху складывается традиция портретной живописи, в частности — ставший популярным жанр портретной миниатюры; тогда же распространилась сильная практика архитектурной и погребальной скульптуры. 
На протяжении XVII века складывается интерес к пейзажу, ставшему наряду с портретом одним из основных жанров в XVIII веке; тогда же под влиянием европейских тенденций возрастает значение исторической живописи.
Основные музеи, посвященные английскому искусству и имеющие значительные количества его образцов: 
Британский музей, 
Национальная галерея, 
Национальная портретная галерея, 
Музей Виктории и Альберта и 
Британская галерея Тейт (все — в Лондоне); 
Галерея Уокера в Ливерпуле; 
Йельский центр британского искусства в Нью-Хейвене (Коннектикут); 
Художественный музей Делавэра в Уилмингтоне. 
В историографии известен ряд попыток дать исчерпывающую характеристику английского искусства — его так называемую «английскость» (Englishness); подобные попытки предпринимали такие значимые авторы, как Николаус Певзнер, Рой Стронг и Питер Акройд.